# 釜石大観音
釜石大観音（かまいしだいかんのん）は、岩手県釜石市にある鉄筋コンクリート製の大仏（魚籃観音像）である。

## 特徴
- 釜石市内にある石応寺により1970年（昭和45年）4月8日に建立されたコンクリート製の立像であり、高さは48.5メートル。胎内は螺旋階段となっており、下の階から順に弁財天、恵比須、大黒天、福禄寿、毘沙門天、寿老人、布袋の七福神が配置されている。右前腕から魚の部分を経て左肘に掛けて展望台となっており、釜石湾や釜石港湾口防波堤が一望できる。

## 周辺
- 「恋人の聖地プロジェクト」により恋人の聖地に選定されており、2羽のカモメが寄り添うハート型のモニュメントがある。また1977年（昭和52年）に落慶したインド・スリランカ様式の仏舎利塔がある。

## 交通アクセス
- JR釜石線・三陸鉄道リアス線釜石駅より
  - バス　岩手県交通　かまいしまるごとコミュニティバスで以下の路線に乗車。
    - 「大橋線　上平田ニュータウン行」
    - 「上平田ニュータウン行」
      - いずれも｢釜石大観音入口｣下車。徒歩10分。

  - タクシーで約10分。
- E46 釜石自動車道 釜石仙人峠ICより車で約20分。